# 監禁逃亡
『監禁逃亡』（かんきんとうぼう）は、1992年4月24日にジャパンホームビデオから発売された葉山レイコ主演のオリジナルビデオ。『監禁逃亡』シリーズとなる第1作目。R15作品。その後、2作目『監禁逃亡 美しき獲物たち』も葉山レイコ主演で、その後は、出演者を変えながらシリーズ化され、1999年まで全12作が製作、発売された。

## 出演
- 恵子 - 葉山レイコ
- 森村刑事 - 清水健太郎
- 脱獄犯 達城竜司（前科15犯の凶悪犯） - 松田勝
- 刑事部長 - 南条弘二
- 刑事 - 奈良坂篤
- 刑事 - 上田忠好
- 恵子の父 - 三上真一郎 ※友情出演
- 山荘カップルの女 - 松居千佳
- 襲われるレストラン客 - 広田まみ
- 傍観するレストラン客 - 辻つん

他

## スタッフ
- 監督：桑原昌英
- エグゼクティブプロデューサー：三坂祐嗣
- プロデューサー：吉田竣亮
- 脚本：我妻正義
- 撮影：村野信明
- 照明：佐藤幸次郎
- 録音：米山英明
- 美術：島村博（アド・グローバル）
- 編集：河原弘志
- 技斗：森岡隆見（K&U）
- 助監督：渡辺武
- 衣裳・メイク：ハビッツ
  - コーディネーター：藤原慎二
  - メイク：伊藤彰子
  - 衣裳：中田美雪
- ガンエフェクト：亀甲船
  - 上田健一
- 記録：松隅理恵
- 整音：茶畑三男
- 効果：柴崎憲治
- 選曲：山口正和
- 車輌：スキルワーク
- 協力：IDO、日本自動車商事、昇仙峡ロープウェイ、生鮮スーパーナンバーワン、ホープ乗馬牧場、ホープロッヂ
- 衣裳協力：LECCO MEN'S、PINORE 株式会社キング、アトリエ石坂、HASSHIN GROUP
- 音楽：寺田十三夫
- 制作担当：辻裕之
- 制作主任：山本英之
- アソシエイトプロデューサー：三池崇史
- 主題歌：神力裕（東京ハイエナジー）「よしなよ」
作詞：神力裕　作曲：大山功
- 制作協力：ゼロセクト、ビジョンプロデュース
- 製作：SKILL WORK

## リリース
- VHS『監禁逃亡』1992年 KF-5300
- DVD『監禁逃亡』2020年 ORJH-0001

関連DVD
- 7枚組DVD BOX『監禁逃亡 淫欲の獲物たち』2021年
第1作『監禁逃亡』から第6作『監禁逃亡 淫らな獲物』と『痴漢の指』の7作を収録。『痴漢の指』は『監禁逃亡』シリーズに関係ない。

## 『監禁逃亡』シリーズ
1. 監禁逃亡（1992年4月24日、桑原昌英 監督）主演：葉山レイコ
2. 監禁逃亡 美しき獲物たち（1993年12月24日、井上眞介 監督）主演：葉山レイコ
3. 監禁逃亡 禁断の凌辱（1995年1月27日、池田敏春 監督）主演：吉岡ちひろ
4. 監禁逃亡 異常性欲のはてに（1995年8月25日、神野太 監督）主演：中原翔子
5. 監禁逃亡 淫肉狩り（1996年1月26日、神野太 監督）主演：真弓倫子
6. 監禁逃亡 淫らな獲物（1996年4月26日、神野太 監督）主演：青山麗子
7. 監禁逃亡 恥辱の令嬢（1996年6月28日、石川均 監督）主演：三浦綺音
8. 監禁逃亡 淫らな呪い（1997年2月28日、神野太 監督）主演：愛禾みさ
9. 監禁逃亡 性奴隷（1997年6月27日、池田敏春 監督）主演：栗林知美
10. 監禁逃亡 略奪愛（1997年11月28日、澤田幸弘 監督）主演：菅野美寿紀
11. 監禁逃亡 淫魔（1998年7月24日、神野太 監督）主演：浅沼麗子
12. 監禁逃亡 地獄に咲いた女（1999年5月28日、池田敏春 監督）主演：羽田圭子